# Alfonso Garovaglio
Alfonso Garovaglio (Cantù, 5 settembre 1820 – Milano, 28 febbraio 1905) è stato un archeologo italiano.

## Biografia
Alfonso Garovaglio nasce il 5 settembre 1820 a Cantù da Pasquale e Rosa Boldarini. Avviati gli studi al Convitto Bosisio di Monza, passa poi al Liceo di S. Alessandro in Milano, dove frequenta il corso di studi filosofici. Successivamente si iscrive all'Università di Pavia, laureandosi "dottore in ambo le leggi" nel 1846.
Nello stesso anno compie il suo primo importante viaggio per l'Italia, visitando le città di Roma e Napoli, e pare che proprio in tale occasione sia sorta in lui la passione per gli studi archeologici. Fervente patriota, dopo le Cinque giornate combatte contro gli austriaci e prende parte alle campagne per l'Unità d'Italia del 1859, guadagnandosi la medaglia commemorativa francese. Ammesso all'arma di fanteria nel maggio 1860, è posto in aspettativa per motivi di famiglia nel mese di giugno di quell'anno; richiamato in servizio dal 1º aprile 1862, lascia definitivamente l'esercito alla fine dello stesso mese, quando viene ricollocato in aspettativa (29 aprile 1862).
Nell'aprile dell'anno successivo si reca in Sardegna per dedicarsi allo studio delle antichità, dei luoghi e dei costumi dell'isola, che lo impressionano notevolmente. L'amore per i viaggi e l'archeologia lo spingono ad intraprendere altri importanti ed impegnativi viaggi: nel 1869, si reca infatti in Egitto e Palestina in compagnia dell'amico Giuseppe Vigoni, mentre fra l'autunno del 1886 e la primavera del 1887 attraversa da solo le terre della Siria e della Mesopotamia, visitando numerosissimi siti archeologici, che descrive poi minuziosamente in lettere e pubblicazioni.
Animato dal desiderio di rendere partecipi amici, familiari, studiosi e appassionati, delle emozioni che suscitavano in lui la visione ed il contatto con testimonianze di antiche civiltà, ne scrive frequentemente, corredando i suoi scritti con schizzi e disegni di cui rimangono ampie testimonianze nel suo archivio.
Alla fine degli anni 1860 risale la prima testimonianza di un suo impegno pubblico: nel 1869, infatti, è nominato membro del Consiglio direttore dei fondi della Società d'incoraggiamento per le arti e mestieri di Milano, carica che mantiene almeno fino al 1883. Nel contempo approfondisce gli studi d'archeologia con un impegno tale da consentirgli di entrare a far parte, nel 1871, della ricostituita Commissione archeologica della Provincia di Como e di ottenere, nel 1878, la nomina a Ispettore agli scavi d'antichità e monumenti del circondario di Lecco. Nello stesso anno entra a far parte della Commissione del Museo civico di Como, adoperandosi strenuamente per la ricerca e la collocazione dei materiali. In quegli anni Garovaglio manifesta la medesima sollecitudine nell'avviare ed arricchire una raccolta privata nella sua villa di Loveno, dove è solito trascorrere l'estate e ospitare amici e conoscenti, curiosi di vedere le "rarità" collezionate dallo studioso.
Il valore scientifico delle sue ricerche, la stima dei colleghi e l'impegno profuso a favore della valorizzazione degli scavi archeologici e della conservazione dei monumenti artistici gli valgono nel 1884 la nomina a Cavaliere dell'Ordine della Corona d'Italia.
Nel 1890, alla morte dell'amico Vincenzo Barelli, viene nominato Ispettore dei monumenti del circondario di Como, mentre nel 1899 diventa membro della Consulta per il Museo patrio di archeologia di Milano, in sostituzione del defunto Giuseppe Bertini.
La passione scientifica di Garovaglio è testimoniata anche dai numerosi contatti con studiosi italiani ed europei, dalla partecipazione a congressi internazionali e dall'adesione a importanti istituti di ricerca: è infatti corrispondente della Società archeologica di Bruxelles, membro della Società archeologica di Francia e della Società degli antiquari di Normandia, socio corrispondente della Deputazione di storia patria di Torino, membro della Società storica lombarda e della Società storica comense, presidente onorario della Società archeologica comense.
Fra le iniziative che testimoniano l'interesse per la divulgazione della conoscenza delle scoperte archeologiche, la fondazione della Rivista archeologica della città e provincia di Como (1872), di cui è direttore e su cui pubblica oltre 50 articoli.
Alfonso Garovaglio muore a Milano il 28 febbraio 1905 e viene sepolto a Loveno, nel cimitero poco distante dalla sua residenza estiva.